# Storia dell'Australia

Stemma del Commonwealth dell'Australia

La storia dell'Australia si riferisce alle vicende storiche del paese dal momento in cui fu popolato fino ad oggi.
L'Australia non è più sotto il dominio inglese dal 1901, data che segna l'indipendenza australiana.

## L'arrivo degli aborigeni

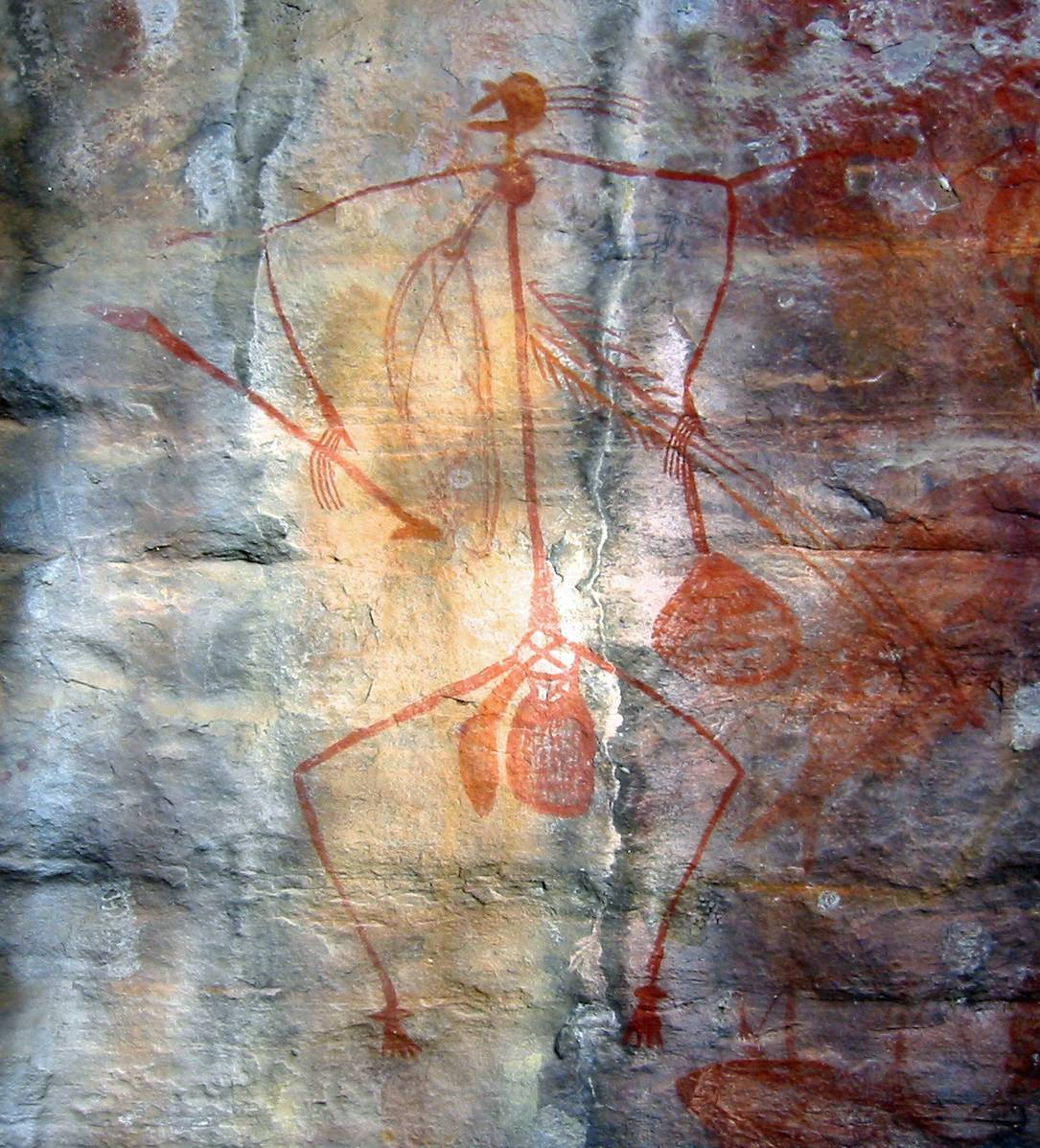
Esempio di arte aborigena di circa 30000 anni fa

I primi abitanti dell'attuale Australia furono gli aborigeni. Inizialmente si pensava che fossero arrivati dall'Asia circa 50 000 anni fa, ma ricerche recenti hanno valutato l'ipotesi di retrodatare di almeno 15 000 anni l'occupazione del continente. Grazie ad una particolare capacità d'adattamento riuscirono a popolare gran parte del continente, seppure mantenendo sempre uno stile di vita seminomade. Si calcola che la popolazione aborigena all'arrivo dei primi europei fosse fra le 500 000 e 1 000 000 di persone.

## I primi esploratori europei

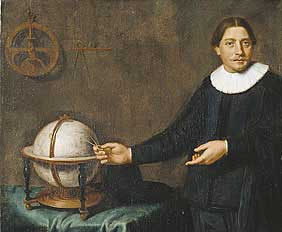
Un ritratto di Abel Tasman

L'esistenza di un continente opposto all'Europa fu già ipotizzato dai Greci e dai Romani; i quali lo nominarono "Terra Australis Incognita" e lo immaginarono molto più esteso di quello che è in realtà. Nel XVIII secolo le esplorazioni lungo il Pacifico spinsero molti a dubitare dell'effettiva esistenza della Terra Australis. Spedizioni nei secoli precedenti da parte di marinai portoghesi, spagnoli e olandesi portarono a credere che quella parte del mondo fosse composta essenzialmente dalle isole dell'Oceania.
L'Australia, però, fu già avvistata nel 1606 quando Willem Janszoon sfiorò l'attuale Capo York. Nel 1616, Dirk Hartog, a bordo dell'Eendracht, fu il primo europeo a scendere sul suolo australiano. Gli olandesi Peter Nuyts e, soprattutto, Abel Tasman esplorarono fra il 1635 e il 1645 gran parte della costa meridionale e l'attuale isola di Tasmania, giungendo fino in Nuova Zelanda. Gli olandesi, credettero erroneamente che il sud dell'Australia costituisse un'isola diversa da quella toccata da Hartog e le diedero il nome di Nuova Olanda, senza però occuparla e colonizzarla perché ritenevano che fosse solo un immenso deserto privo di risorse. L'Australia fu avvistata anche da marinai portoghesi che la chiamarono "Terra dello Spirito Santo", nome mai impiegato ufficialmente.

## L'arrivo degli inglesi
Nel 1699 la Società Geografica Britannica finanziò alcune spedizioni d'interesse scientifico-economico verso la Nuova Olanda, approvando un progetto di William Dampier che aveva già esplorato la parte nord-occidentale del Paese. L'esito della missione fu però disastroso, tanto che gli inglesi abbandonarono qualsiasi progetto di colonizzazione dell'Australia per circa settant'anni.

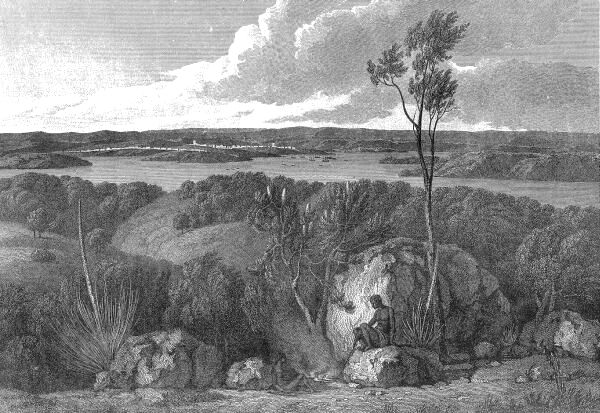
Disegno dove è rappresentata Port Jackson (il sito dove sorgerà Sydney) prima dell'arrivo degli europei, vista dal South Head. (Da A Voyage around Terra Australis.)

Nel 1768 James Cook partì per un lungo viaggio di esplorazioni nel Pacifico. Egli fu il primo ad intuire che la Nuova Olanda fosse un continente e il 28 aprile 1770 sbarcò a Botany Bay, a pochi chilometri dall'odierna Sydney, prendendo possesso di tutta la costa orientale in nome della Corona Britannica e dandogli il nome di Nuovo Galles del Sud. Sulla spinta delle scoperte di Cook, l'Inghilterra iniziò ad avviare i primi progetti per l'Australia. Intanto un altro inglese Matthew Flinders circumnavigò il Paese nel 1803 dimostrando che la Nuova Olanda non era formata da più isole ma che è una terra unica a sé stante. A Flinders si deve il nome Australia al posto di Nuova Olanda, imposto dagli olandesi ma che veniva ancora impiegato, così come Terra Australis.

## La prima colonizzazione inglese: colonia penale e fonte di risorse
Nel 1786 il governo inglese approvò la costituzione di una colonia penale a Botany Bay, in cui rinchiudere i prigionieri condannati all'ergastolo o particolarmente pericolosi per la società. I detenuti a Botany Bay erano incaricati ai lavori forzati per estrarre le prime risorse minerarie scoperte e che poi erano inviate in Gran Bretagna.
Nel 1788 arrivò in Australia il capitano Arthur Phillip nominato da poco governatore della colonia, dotato di poteri quasi assoluti. Giunto a Botany Bay il 9 gennaio, il 26 gennaio (oggi celebrato come l'Australia Day) inaugurò Sydney, in onore di Thomas Townshend, Visconte di Sydney e all'epoca Segretario di Stato britannico. La vita della nuova colonia incontrò molte difficoltà, dovute essenzialmente all'ostilità dell'ambiente naturale nonché della popolazione aborigena che riuscì a bloccare la creazione di fattorie sulle rive del fiume Hawkesbury. La colonia non riusciva a raggiungere l'autosufficienza necessaria e si ritrovò a dipendere per gli approvvigionamenti dalla lontana isola di Norfolk. A ciò si aggiungano le tensioni fra la stessa popolazione inglese, dovuta all'atteggiamento autoritario del capitano Phillip, il quale, visto il fallimento della sua politica, fu esonerato dai suoi incarichi nel 1792 e ritornò a Bath, in Inghilterra.
Nello stesso anno, furono costituiti in Gran Bretagna i New South Wales Corps incaricati della sorveglianza dei detenuti e della difesa del territorio coloniale. Ben presto i Reparti si trasformarono in una minaccia per l'autorità dei vari governatori, dato che essi spesso si resero protagonisti di episodi di ribellione nei loro confronti e diedero vita ad un commercio clandestino di rum. Il capitano Philip Gidley King, nominato governatore nel 1800, tentò di riportare l'ordine, ma alla fine fu costretto a ritornare in Inghilterra nel 1806. Le tensioni culminarono con la cosiddetta "rivolta del rum" del 26 gennaio 1808 - a vent'anni esatti dalla fondazione dell'Australia - durante la quale il suo successore, William Bligh, fu addirittura destituito e arrestato dal maggiore George Johnston, capo dei rivoltosi dei New South Wales Corps. Bligh aveva cercato di spezzare il monopolio del commercio del rum detenuto dai militari e messe in dubbio alcune concessioni di terre, il che indusse il maggiore Johnston ad organizzare un vero e proprio colpo di Stato, il primo ed unico nella storia dell'Australia. Un anno dopo, Bligh accettò di dimettersi e di ritornare in Inghilterra assieme a Johnston, che fu dichiarato colpevole da una corte marziale. Alla fine, comunque, per questo straordinario ammutinamento nessuno dei responsabili fu impiccato, o anche solo punito severamente. Il governo inglese decise di sciogliere i "New South Wales Corps", il che comportò la "deprivatizzazione" dei pubblici ufficiali della colonia. Molti di questi decisero di andare in pensione e il loro ruolo tornò ad essere assunto dalle formazioni regolari britanniche del 73º Reggimento.
Riportato l'ordine in terra australiana, il governo inglese inviò un nuovo governatore, Lachlan Macquarie. Macquarie riuscì a dare una svolta alla colonia, dando vita ad una stabile situazione economica che, successivamente alla sconfitta di Napoleone, attirò i primi coloni liberi. Macquarie diede il via ad una lunga serie di opere pubbliche per rendere più funzionale il governo della regione.
Tuttavia l'arrivo dei coloni, creò soprattutto nelle regioni rurali duri scontri fra i liberi giunti dall'Inghilterra e gli ex forzati che rivendicavano pari diritti. Macquarie, tramite una serie di provvedimenti arginò la situazione concedendo agli ex forzati le terre non ancora colonizzate.
Il compromesso raggiunto da Macquarie provocò dure proteste in Inghilterra, perché la sua soluzione fu vista come troppo dispendiosa. Un'inchiesta parlamentare del 1819 ribadì l'importanza della colonia del Nuovo Galles del Sud e favorì il varo di una riforma costituzionale votata nel 1823 che limitò il potere del governatore con l'istituzione di un consiglio esecutivo. Intanto vennero create due nuove colonie: ad Albany (Australia Occidentale) e in Tasmania, tanto che nel 1827 la Gran Bretagna ottenne il controllo dell'intero Paese.

## L'espansione della colonia

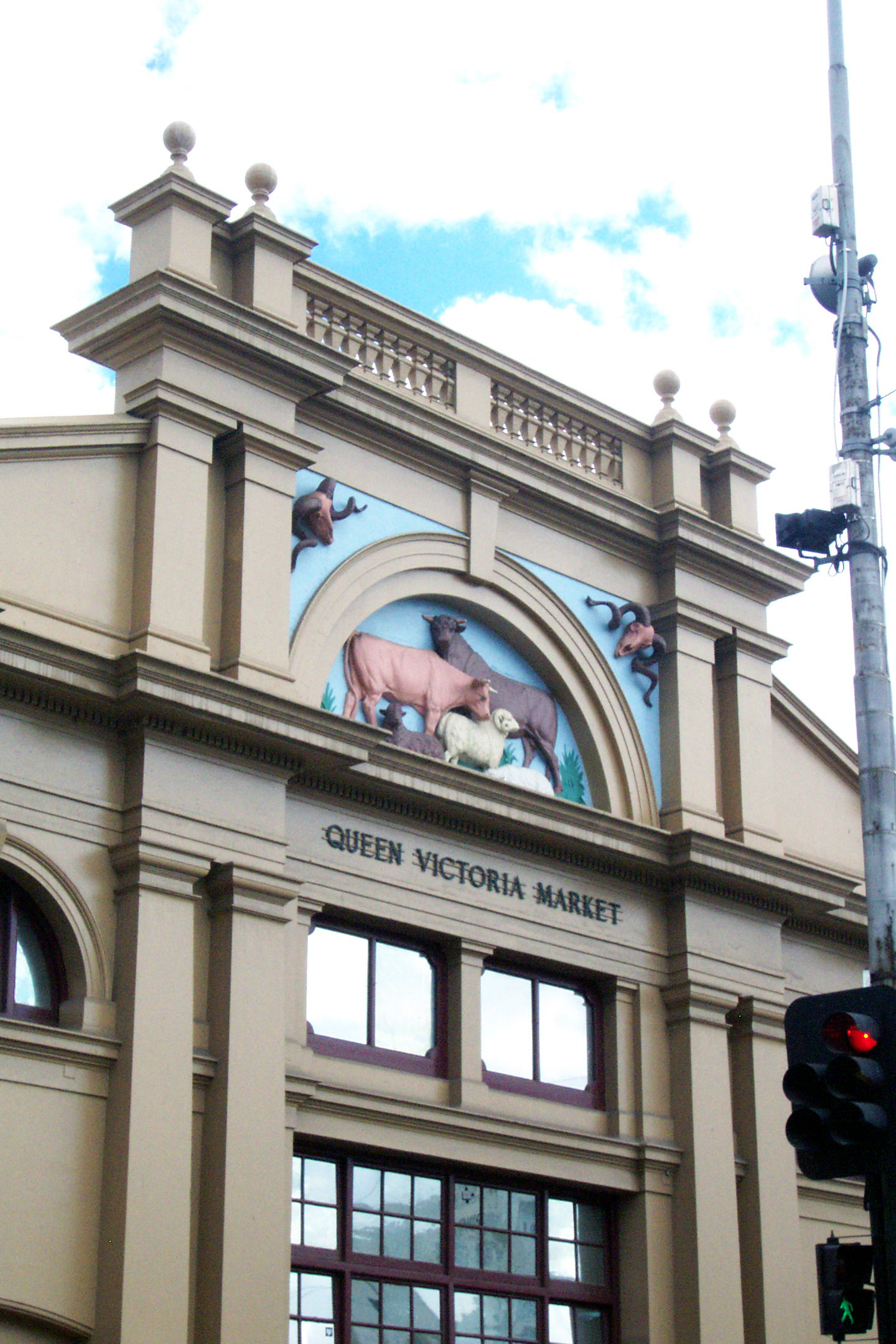
Il Queen Victoria Market, un edificio di Melbourne risalente al periodo coloniale

Il nuovo governo, grazie ai massicci finanziamenti arrivati dalla madrepatria, avviò grandi costruzioni soprattutto nel campo delle infrastrutture tese a favorire l'esplorazione dell'interno ancora sconosciuto: fra i vari esploratori celebri di questo periodo vi furono George William Evans, John Oxley, Allan Cunningham, Charles Sturt, Thomas Livingstone Mitchell, George Grey e Ludwig Leichhardt, la cui morte in linea con le idee romantiche dell'epoca suscitò quindi grande emozione. Nacquero nuove colonie: l'Australia Meridionale, con la capitale Adelaide dedicata alla moglie del Re. Adelaide, fondata nel luglio del 1837 sulla base di un progetto di Edward Gibbon Wakefield il quale puntava alla creazione di comunità autosufficienti basate sul lavoro agricolo e unite da valori comuni quali la famiglia, la religione e libertà di mercato. Il progetto di Wakefield, malgrado il sostegno delle comunità religiose, fallì per non aver tenuto conto né delle particolari condizioni della terra né della presenza di aborigeni.

L'evoluzione della colonizzazione e dell'esplorazione dell'Australia.

Il naufragio di Wakefield, fu di spunto per un altro progetto destinato all'area meridionale del Nuovo Galles del Sud in cui fu creata la colonia di Victoria dove fu sviluppato l'allevamento degli ovini, in particolare delle pecore merino importate dal Sudafrica che grazie a condizioni favorevoli, diede grande sviluppo alla produzione di lana esportata in ogni parte del mondo. Al nord del Nuovo Galles, nacque invece la colonia del Queensland.
Intorno alla metà del XIX secolo, la Gran Bretagna concesse ampie libertà politiche alle colonie australiane: nel 1842 i consigli legislativi che dovevano affiancare i vari governatori furono resi per due terzi elettivi e nel 1860 furono varate nuove costituzioni con un consiglio dei ministri controllato dalla Camera bassa eletta con il suffragio universale maschile, anche e soprattutto in seguito alla ribellione nei campi minerari di Eureka vicino Ballarat, massimo esempio di "rivoluzione" australiana. Iniziarono a profilarsi subito due tendenze all'interno della società: una costituita dalla popolazione urbana in grande crescita e spinta verso la modernità mentre i grandi allevatori e agricoltori dell'interno si collocarono su posizioni più conservatrici.
La popolazione australiana conobbe un vero e proprio boom demografico in seguito alla scoperta dell'oro, che caratterizzò tutta la seconda metà del XIX secolo. Molti cercatori riuscirono a costruirsi una posizione nella nuova terra, che andava sempre più recidendo i legami verso la lontana Gran Bretagna (anche a causa dell'arrivo dei primi immigrati irlandesi) mentre cresceva l'esigenza di dare vita ad una Federazione che riunisse le sei colonie.

## La nascita della federazione
Fino al 1889 lo sviluppo di istituzioni comuni fra le varie colonie australiane fu impedito dalle forti rivalità che esistevano. In quel periodo, il paese aveva conosciuto una prima industrializzazione nonché una vasta urbanizzazione, tanto che Sydney e Melbourne erano fra le maggiori città del pianeta. L'intenzione annunciata dall'Inghilterra di concedere una vasta autonomia all'Australia, spinse il premier Sir Henry Parkes, considerato fondatore nazionale dell'Australia, a proporre la creazione di un consiglio federale che riunisse i rappresentanti di ogni colonia. Nel 1897 fu eletta la prima assemblea costituente che varò la Costituzione; essa organizzava le colonie in una federazione, così come era avvenuto per il Canada.

### Federazione d'Australia
Nel corso del 1900 la Costituzione fu approvata con una serie di referendum nelle varie colonie ed entrò in vigore il 1º gennaio del 1901, dopo la ratifica del Parlamento inglese.
La questione della capitale da scegliere, che vide Sydney e Melbourne contendersi tale titolo anche in maniera violenta, venne infine risolta con un compromesso: fu fondata Canberra, costruita ex novo a metà strada fra le due metropoli, all'interno di un autonomo stato.

## La prima guerra mondiale

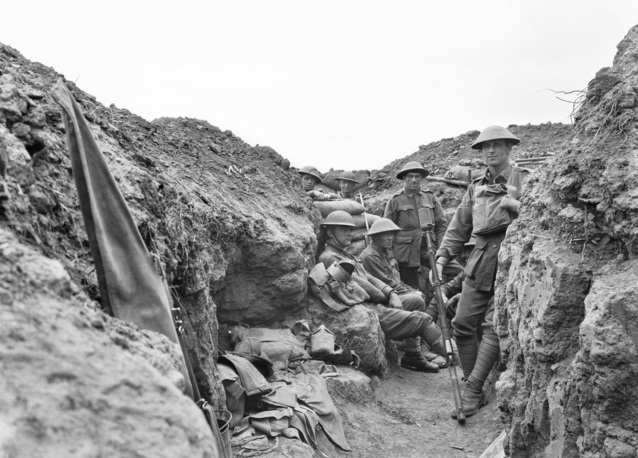
Soldati australiani sul fronte occidentale nel luglio 1918

Negli anni della prima guerra mondiale la corsa all'arruolamento portò l'Australia a confrontarsi con il problema dell'addestramento e della preparazione delle truppe. Il numero di soldati che l'Australia poteva fornire non era abbastanza vasto per poter dare un suo contributo al conflitto e quindi, al termine del loro addestramento, le armate australiane si unirono con quelle neozelandesi, formando l'Australian and New Zealand Army Corps (ANZAC). Un secondo corpo di spedizione, formato il 15 agosto 1914 fu l'Australian Imperial Force che contava 20 000 soldati obbligati a giurare fedeltà alla corona britannica e sotto il comando dei generali inglesi.
Come in ogni stato, anche in Australia sin dai primi momenti della guerra ci furono dei motivi di contrasto. Il primo era di carattere strategico: i soldati impiegati in Nuova Guinea non avevano il permesso della Gran Bretagna di attaccare il Giappone che aveva occupato altre colonie tedesche più a nord. Il secondo era di carattere psicologico: in Egitto, le truppe australiane e neozelandesi fortemente legate alla loro provenienza, diedero prova di "indisciplina" portando alla formazione del mito nazionale. Quest'ultimo fu maggiormente enfatizzato nel 1915, anno in cui tra le truppe australiane impegnate nella guerra contro la Turchia, a seguito di una furiosa battaglia a Gallipoli, persero la vita circa 8 000 giovani australiani. Questo episodio fu preso in mano dalla stampa, che si impadronì della notizia creando la leggenda del soldato australiano dotato di particolari doti di coraggio e di sopravvivenza, esaltando l'uomo del bush e del matership.
Nel 1916-1917, le truppe del Pacifico vennero impiegate a difesa della Francia, dove subirono ingenti perdite (14 000 morti nel 1916 e 22 000 nel 1917); alla fine del conflitto, l'Australia contò circa 60 000 morti e 152 171 feriti e invalidi su una popolazione complessiva di circa 5 milioni di abitanti. Circa i due terzi dei combattenti rimasero uccisi o feriti e la maggior parte di questi erano volontari. Alla fine della guerra, nella ridefinizione dei possedimenti coloniali, l'Australia dichiarò di voler mantenere il controllo della Nuova Guinea e sostenne le posizioni dell'impero britannico. Come accadde negli altri paesi, anche la società australiana subì i colpi delle vicende militari. Le donne conquistarono nuovi spazi: anche se queste furono escluse dalla partecipazione diretta della guerra, vennero impiegate in modo massiccio nella produzione e come reclutatrici. La partecipazione alla guerra generò un forte conflitto ideologico tra il governo e le forze socialiste radicali (IWW e movimento femminista) che si opposero alla guerra.
Il primo ministro, che dalla fine del 1915 è Billy Hughes, leader laburista, divise il partito portando alla fondazione del National Party nel 1917. Quella del primo ministro fu una vera e propria campagna di calunnie contro gli oppositori della guerra che successivamente diventò un duro attacco contro le etnie non inglesi. Con Hughes venne approvato il War Precautions Act, con il quale vennero arrestati e incarcerati 7 000 australiani considerati alieni. La comunità che ricevette più opposizione fu quella irlandese, soprattutto dopo la repressione sanguinosa di Pasqua in Irlanda avvenuta nel 1916, da parte delle truppe inglesi. Nonostante i molti tentativi, il governo non riuscì a far approvare il progetto della coscrizione obbligatoria, che venne bocciata da un referendum popolare.

## Gli anni venti

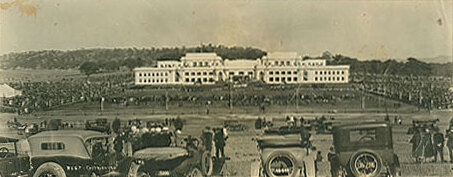
Canberra negli anni venti

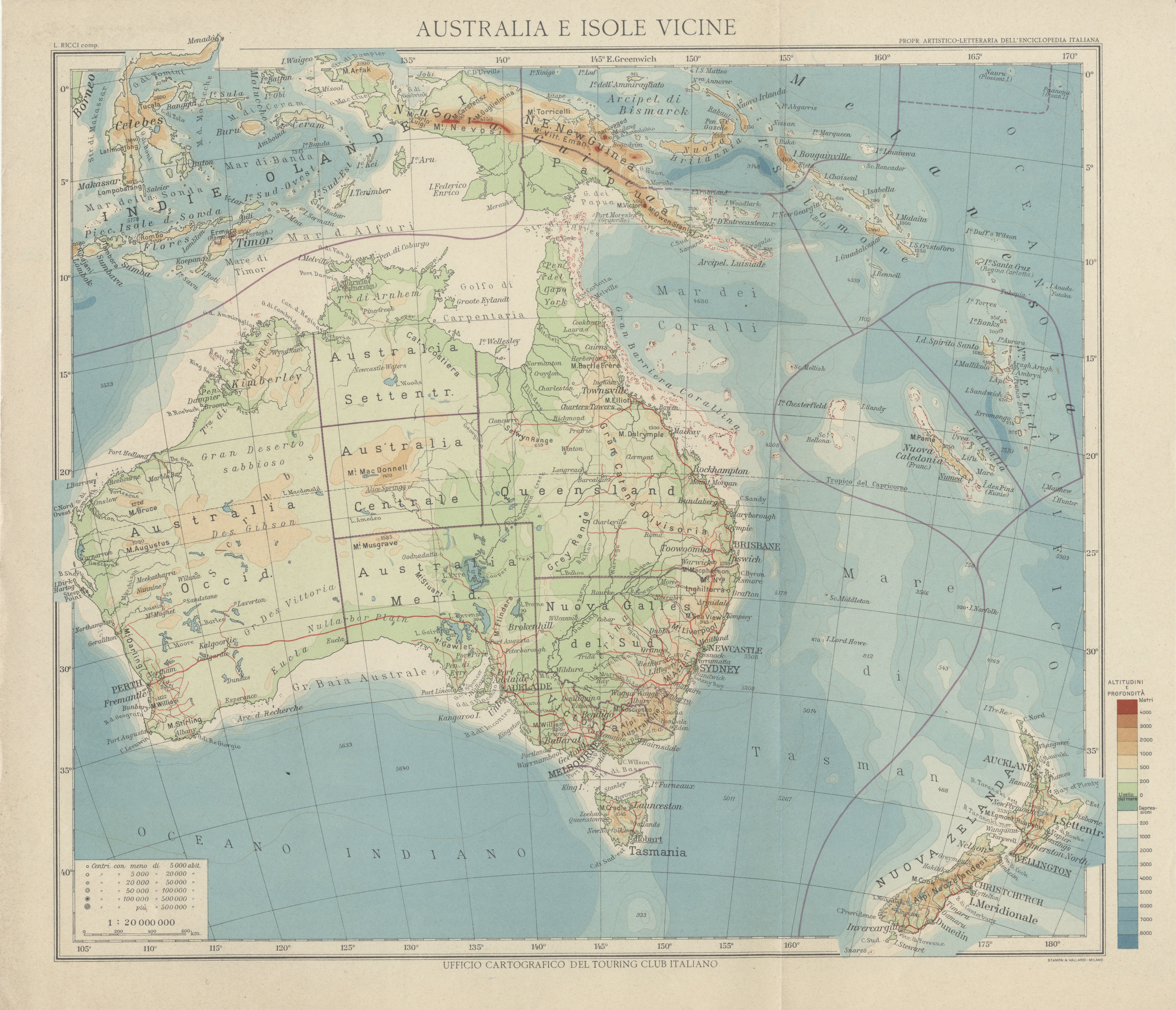
Carta dell'Australia e delle isole del Pacifico degli anni venti

I primi anni del dopoguerra furono sotto il governo di Hughes che fu costretto ad affrontare il problema dei reduci di guerra che si ritrovarono senza posti di lavoro, delle conquiste sindacali e degli scioperi minerari. I minatori di Broken Hill (un centro minerario a 500 miglia da Sydney) scioperarono due volte, la prima nel 1917 e la seconda nel 1919; quest'ultimo si concluse con la vittoria dei lavoratori che formarono il Barrier Industrial Council. Il Barrier Industrial Council divenne il vero governo locale dato che stabiliva chi e dove doveva lavorare, controllava i prezzi, pubblicava due quotidiani, regolava il gioco d'azzardo, controllava gli orari di apertura e chiusura dei pub, contrattava ogni tre anni i salari con i dirigenti delle compagnie minerarie.
Nel 1923 il governo Hughes venne battuto dai nazionalisti alleati con il Country Party, un nuovo partito di espressione degli agricoltori che rivendicavano un maggiore sostegno all'economia delle campagne. Dal 1923 al 1929, la parola sviluppo divenne un sinonimo di stanziamenti nel settore terriero e di lavori pubblici basati sull'incremento dell'agricoltura. Il nuovo primo ministro, Stanley Bruce lanciò un nuovo motto: Men, Money, Markets. Questo consisteva nel far ammettere 200 000 nuovi immigrati assistiti dalla Gran Bretagna, creare le condizioni per attrarre gli investitori inglesi e nell'individuazione della madrepatria inglese come sbocco principale per le merci australiane. Questo era un tentativo di rendere materiale l'idea dello yeoman autosufficiente, ideale che andò a scontrarsi con i costi sempre più elevati e delle difficoltà di un ambiente non sempre favorevole. In questo periodo si assistette ad un fenomeno di fuga dalle zone isolate e di campagna verso le città: Sydney raggiunse un milione di abitanti nel 1922 e Melbourne raggiunse lo stesso numero nel 1928.
Alla fine del 1928, le due città principali insieme raccoglievano circa il 33% della popolazione australiana. Il decennio, oltre che per le conquiste sindacali e la migrazione verso le città, vide altri profondi cambiamenti come l'arrivo dell'automobile che divenne il principale mezzo di trasporto nel 1928, e nel 1930 si assistette ai primi voli intercontinentali tra Gran Bretagna e Australia. Gli abitanti inoltre, vennero a conoscenza della radio, del cinema sonoro, delle sale da ballo e le spiagge da surf divennero dei luoghi di incontro quotidiani. Nonostante tutto questo, la disoccupazione rimase un problema non risolto e a seguito della fondazione del Partito Comunista, si susseguirono una serie di scioperi e una continua caccia agli elementi più radicali. Il governo nazionalista propagandava l'immagine di un paese sano e pulito minacciato da elementi estranei, che cercavano di diffondere virus: la febbre spagnola che nel 1919 uccise circa 12 000 australiani evidenziò la necessità di norme restrittive verso gli immigrati.
Nel 1920 vennero approvate delle nuove norme restrittive per acquistare la cittadinanza australiana e venne elaborato un sistema di classificazione delle razze e delle nazionalità. I più penalizzati furono i nuovi immigrati, ai quali non solo vennero applicate delle norme di ingresso restrittive, ma vennero anche sottoposti a test di lealtà politica nei confronti del governo e dei valori anglosassoni. Questo isolamento portò l'Australia ad essere ancora più dipendente da Londra e produsse una vera e propria strozzatura economica: la Gran Bretagna nel dopoguerra iniziò una fase di declino e l'Australia, nello stesso periodo, vide in essa l'unico mercato capace di accogliere l'enorme quantità di materie prime (circa il 95% delle esportazioni). La situazione andò man mano declinando, soprattutto nel 1926 quando il Regno Unito prese la decisione di ristrutturare i suoi possedimenti concedendo all'Australia una piena autonomia all'interno della nuova alleanza chiamata British Commonwealth.

## La crisi del 1929 e gli anni trenta
La crisi economica mondiale conseguente al crollo della borsa di Wall Street dell'ottobre 1929 mise fine alle speranze del decennio, aprendo la strada ai nuovi e tormentati anni trenta. Il crollo dei prezzi della lana e del grano, la fine dei prestiti internazionali, il blocco dei rapporti economici e l'aumento della disoccupazione colpirono l'Australia in quanto paese esportatore ed esposto ai debiti. Nella settimana del crollo, il Labour Party riprese il potere, ma la situazione non subì nessun cambiamento e il nuovo governo dovette muoversi lungo una linea di continuità con il passato: vennero riconosciuti i debiti e spuntò il motto "più tasse, meno spese".
Nel 1930 ci fu una riduzione dei salari del 10%, una svalutazione del 27% della moneta, una riduzione delle spese per i lavori pubblici e il welfare state. Tutto questo dovuto all'arrivo di un incaricato inviato direttamente dalla Gran Bretagna al fine di progettare misure più adatte ad affrontare la crisi. Nonostante queste misure, la disoccupazione continuò ad aumentare: nel 1929 era al 12%, nel 1930 era al 23% e raggiunse il 28% nel 1931. Molti si rifugiarono nel bush alla ricerca di lavoro e nelle città principali il Partito comunista lanciò l'Unemployed Workers Movement, promuovendo una campagna contro gli sfratti. In un clima di forte scontro politico tra la destra estrema e una sinistra radicale, il governo laburista perse le elezioni del 1931 lasciando il posto alla destra nazionalista che lanciò la New Guard contro le sinistre dei sindacati.
Il 7 gennaio 1930 alcune centinaia di ex soldati si riunirono a Kurri Kurri e formarono un'organizzazione operaia di difesa, la Labour Defence Army. Il movimento femminista continuò a battersi per l'estensione della cittadinanza e si registrò un vero e proprio calo demografico a causa della riduzione delle nascite e del numero di immigrati. La disoccupazione colpiva un terzo dei capifamiglia e alla periferia di alcune città si crearono degli agglomerati di senza lavoro. Si assistette ad una più marcata posizione isolazionista che venne accompagnata da una politica di appeasement nei confronti della Germania nazista, con una conseguente limitazione della letteratura sociale e dell'arte moderna che venne censurata. A seguito di questo, i vari governi conservatori iniziarono a mobilitarsi per protestare contro la passività nei confronti dell'espansionismo di Hitler e Mussolini. Questa fu la manifestazione di un vuoto di leadership che accompagnò il paese fino alle soglie del nuovo conflitto mondiale.

## La seconda guerra mondiale

Manifesto antinipponico diffuso durante la Seconda Guerra Mondiale

A differenza della Grande Guerra, nel secondo conflitto mondiale non si assistette a nessuna corsa all'arruolamento: le disillusioni dovute al decennio e le difficoltà materiali fecero sì che nei tre mesi successivi alla dichiarazione di guerra, solo 20 000 australiani si arruolarono volontari nella Second Australian Imperial Force. Fu il primo ministro Robert Menzies - che guidò il paese dal 1939 al 1941 - ad annunciare l'entrata in guerra. Dopo la caduta della Francia, le truppe australiane vennero inviate nell'Africa del nord e impiegate presso il Canale di Suez in Egitto e a Tobruk. Il vero problema dell'Australia si dimostrò l'impero giapponese e non il Terzo Reich, dato che la politica espansionistica del primo iniziò ben prima dell'attacco a Pearl Harbor. Nonostante tutto però, il fronte pacifico non venne considerato primario dagli Alleati e molte città australiane furono bombardate dall'esercito giapponese.

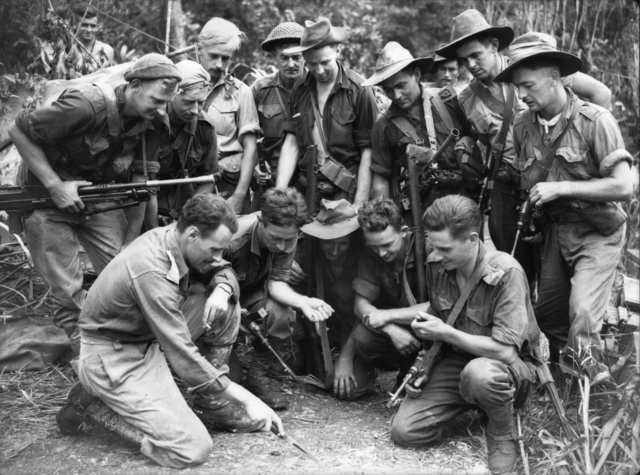
Soldati della 2ª Compagnia del 24º Battaglione vicino a Sattelberg, Nuova Guinea, il 15 novembre 1943

Il nuovo premier Curtin stipulò un accordo militare con gli Stati Uniti e con l'arrivo delle armi e dei rinforzi statunitensi, i giapponesi furono messi in fuga con le battaglie del Mar dei Coralli. Quando nel febbraio 1942 Singapore cadde in mano ai giapponesi e 16 000 soldati australiani vengono catturati, l'Australia si sentì tradita e ingannata. Il governo Mendez venne sconfitto nel 1941 e al potere tornò il Labour Party che continuò la politica di difesa dell'Australia da un lato, mentre dall'altro, cercava di imprimere una svolta radicale alla politica estera. Nel 1942, con lo Statuto di Westminster, l'Australia conquistò la sua indipendenza costituzionale dalla Gran Bretagna. Le truppe australiane nel frangente vennero messe sotto il controllo degli USA e furono impiegate nella difesa di Papua Nuova Guinea, prima di occupare ruoli secondari di difesa e copertura.
Negli anni finali della guerra, l'aviazione statunitense effettuò dei voli segreti atti a monitorare la ricchezza del territorio, principalmente di uranio. Le truppe australiane, al seguito del generale statunitense Douglas MacArthur liberarono le Filippine e parteciparono all'occupazione del Giappone sconfitto dopo lo sgancio della bomba atomica nell'estate del 1945. Il ruolo secondario dell'Australia non incidette sull'entità delle perdite sul campo di battaglia. Il bilancio fu pesante: 1 000 000 di mobilitati di cui 560 000 combatterono oltremare, 37 000 morti, 30 000 prigionieri. Dei 22 000 soldati catturati dai giapponesi, solamente 14 000 tornarono in patria alla fine della guerra mentre gli altri morirono a causa di malnutrizione e malattie. Lo shock della guerra provocò una svolta politica e sociale. Fin dal 1942 il governo laburista creò il Department of Post-War Reconstruction, al fine di pianificare gli effetti del dopoguerra. L'ampia attribuzione dei poteri straordinari di controllo e indirizzo, l'assistenza statale all'economia, divennero i maggiori bersagli dell'opposizione che sconfisse il governo nel referendum del 1944 per confermare la linea programmatica. Nel 1945 morì Curtin e gli succedette Joseph Chifley, che rafforzò i legami economici e politici con gli USA. Nel 1949 fu creato insieme alla Nuova Zelanda l'ANZUS un patto di cooperazione militare volto ad impedire la diffusione del comunismo nell'Oceania e nell'Asia sud-orientale.

## Lagenerazione rubata
Nonostante i grandi problemi che riguardavano l'economia, l'Australia dovette affrontare problemi interni più gravi che riguardarono i rapporti con le popolazioni aborigene. L'idea che si fece sempre più strada era quella che si potesse attuare una politica di assimilazione biologica. Il tentativo di assimilazione degli aborigeni australiani vide approssimativamente tre periodi: protezione e segregazione (1931-1960), assimilazione (1961-1972) e autodeterminazione (1972–2001). La prima fase, di protezione e segregazione fu caratterizzata dall'ideologia che la cultura fosse in via di estinzione e che andasse protetta. La società classificò gli indigeni come primitivi e li ritenne incapaci di evolversi passando attraverso gli stati prefissati dallo sviluppo della civiltà. Per questo motivo molte popolazioni vennero rinchiuse all'interno di insediamenti governativi (che assomigliavano più a dei campi di rifugiati) con strette leggi e regole, con l'obiettivo di introdurre i ritmi di vita europei.
L'idea di assimilazione biologica divenne realtà e semiufficiale nel 1937. Per far sì che quest'idea avesse una base scientifica, vennero mobilitati degli antropologi che nei loro discorsi utilizzavano il concetto di "assimilazione culturale". Adolphus Peter Elkin, un antropologo, nel 1939 lanciò un New Deal for Aborigines e l'assimilazione diviene la politica ufficiale del governo. Per attuare l'assimilazione i bambini vennero allontanati dai genitori, nel tentativo di creare una generazione educata alla fedeltà e ai valori culturali dell'Occidente. Leggi come l'Aborigines Protection Act e strutture ad esse correlate come l'Aborigines Protection Board furono all'origine di una vera e propria tragedia sociale riconosciuta oggi come un genocidio culturale scientificamente compiuto per strappare i bambini da quelle condizioni che loro ritenevano primitive. Questa politica serviva solamente a giustificare l'allontanamento dei bambini dalle loro famiglie, questi in realtà una volta allontanati venivano utilizzati come piccoli schiavi.
I maschi furono costretti a svolgere un periodo di apprendistato in strutture costruite appositamente (come la Kinchella Home for Aboriginal Boys nel Nuovo Galles del Sud) per essere poi assunti come manodopera contadina negli allevamenti ovini, sotto l'occhio vigile di un padrone. Le femmine invece, educate in strutture separate (come la Cootamundra Training Home for Aboriginal Girls) venivano indirizzate al lavoro domestico e impiegate presso le case borghesi della classe media. Bambine e bambini non potevano più fare ritorno nelle loro famiglie di origine e la fuga veniva considerata un reato punibile dal codice penale. Circa 100 000 bambini e bambine ricevettero questo destino negli anni trenta. Alla fine degli anni trenta, le comunità aborigene iniziarono un periodo di ribellione e il 26 gennaio 1938, durante le cerimonie per il 150º anno dell'arrivo degli inglesi, durante una retata del governo che prevedeva il trasferimento di 25 bambini aborigeni dentro una riserva, le comunità aborigene proclamarono una giornata di lotta e diedero vita ad una campagna per la cittadinanza. Il raduno avvenne a Sydney e venne instaurato il "Day of Mourning«, una giornata di lutto nazionale. La politica di assimilazione, instaurata dopo la seconda guerra mondiale, all'incirca nei primi anni sessanta, ebbe l'obiettivo di assimilare gli aborigeni ai valori, pratiche e orientamenti della società coloniale; non fu molto diversa da ciò che era accaduto all'incirca negli anni trenta durante il periodo di protezione e segregazione.
Negli anni sessanta in ogni caso, le comunità aborigene riuscirono a guadagnare dei nuovi diritti. Nel 1963 ottennero il diritto di voto e nel 1967 in seguito ad un referendum nazionale, furono contati nel censimento nazionale. L'ultima fase venne scandita dall'elezione del primo ministro laburista Gough Whitlam nel 1973, che riconobbe il diritto degli aborigeni ad essere consultati e messi al corrente di tutte le decisioni che il governo avrebbe preso riguardo al loro benessere sanitario, economico e sociale. La politica di autodeterminazione messa in atto da Whitlam non fu altro che un cambio di nome con il solo scopo di occultare il mantenimento del processo assimilativo che ancora non si è concluso. Solo nel 2008, il primo ministro ha presentato delle scuse ufficiali alla "generazione rubata".

## Gli anni cinquanta e sessanta
Le elezioni politiche del 1949 videro a sorpresa il trionfo del Partito Liberale, formazione di centro nata da una costola del Partito Australiano Unito. Il nuovo partito, guidato da Robert Menzies ebbe il merito di dare al paese un lungo periodo di stabilità politica ed economica. In politica estera, rafforzò il ruolo del Paese nello scacchiere del Pacifico e firmò un protocollo di collaborazione con i paesi asiatici (Patto di Colombo). Menzies riuscì a far votare una riforma dell'immigrazione che abbandonando i precedenti criteri selettivi aprì le porte all'arrivo di nuovi immigrati europei, in particolare italiani, irlandesi, spagnoli, iugoslavi e greci. Menzies governò fino al 1966 quando fu sconfitto dal Partito Laburista Australiano.

## Gli anni settanta e ottanta
Le relazioni USA-Australia conobbero una brusca frenata a partire dagli anni settanta: il governo laburista inviò, dopo ripetute pressioni, un contingente simbolico di cento uomini nel nuovo conflitto aperto dagli statunitensi in Vietnam. Il gelo sorto fra i due Paesi provocò aspre polemiche nonché il concreto rischio che l'Australia restasse isolata. A ciò si aggiungano le forti tensioni esplose con la proclamazione di scioperi e proteste da parte dei lavoratori che reclamavano un aumento del salario che contrastasse il carovita. Nel 1975, dopo una grave crisi di governo, i liberali vinsero di nuovo le elezioni con Malcolm Fraser.
Fraser riallacciò i contatti con gli Stati Uniti superando definitivamente la crisi di qualche anno prima. Contemporaneamente promosse un ambizioso programma di rilancio economico e di riduzione fiscale con conseguenti tagli alla spesa sociale e dure proteste di quella parte dell'opinione pubblica più colpita dall'azione di Fraser. Quest'ultimo in forte calo nei sondaggi, riuscì a vincere di nuovo le elezioni grazie ad un patto con il Partito Agrario che gli assicurò i preziosi voti delle regioni più interne ma dovette formare un difficile governo di coalizione che cadde nel 1983, anno in cui vinsero nuovamente i laburisti.
Il nuovo premier Bob Hawke imperniò la nuova politica australiana sulla base di un programma che prevedeva lo sviluppo economico a seguito di riforme a favore del ceto medio. In politica estera egli approvò piani di cooperazione industriale con gli USA e con la Nuova Zelanda, che portarono in Australia una lunga stagione di crescita economica e sociale, la quale durò fino ai primi anni novanta. Nel novembre del 1986, Giovanni Paolo II visitò l'Australia: fu il primo Papa a farlo. Nel 1991 uno scandalo contrinse Hawke a dimettersi; prese il suo posto Paul Keating, già tesoriere (Treasurer). Quest'ultimo riuscì, dopo una difficile campagna elettorale, a vincere per pochi voti anche le elezioni del 1992.

## Gli anni novanta

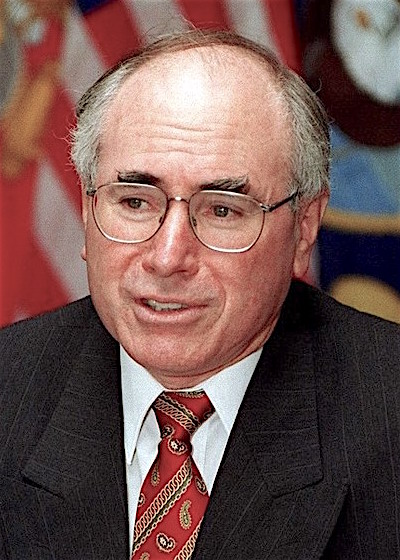
John Howard

Nel 1996 una coalizione di destra formata da Partito Liberale e Partito Nazionale dell'Australia riuscì a spezzare il lungo governo laburista. Nuovo premier fu nominato John Howard. Howard impose un deciso cambiamento alla politica seguita sin da allora dall'Australia: in politica estera si riavvicinò decisamente a Londra e a Washington; in politica interna promosse una vasta campagna di privatizzazioni e tagli alla spesa pubblica. Rientrodusse limiti all'immigrazione e approvò leggi che limitarono i diritti degli aborigeni sui territori che i precedenti governi avevano affidato loro.
Inevitabilmente la politica di Howard suscitò durissime polemiche e proteste da parte di sindacati e movimenti per i diritti umani. Howard dovette affrontare una pesante sconfitta alle elezioni locali del 1998, cui seguì il successo della campagna di boicottaggio promossa dal Partito Laburista contro i servizi privatizzati dal governo. Howard tentò di riscattarsi promuovendo una vasta riforma costituzionale che prevedeva il passaggio alla forma repubblica con la nomina del governatore generale decisa direttamentre dal popolo o tramite una votazione del Parlamento. La sua riforma fu però bocciata dall'elettorato australiano con un referendum del novembre 1999.
Nonostante la lunga serie di sconfitte subite, Howard riuscì a vincere con una rimonta clamorosa le elezioni dell'anno successivo che videro anche una crescita del partito xenofobo Una Nazione che raggiunse l'8%. Lo spostamento a destra dell'elettorato fu giustificato con la crescente concorrenza della Cina e con l'aumento dell'immigrazione asiatica che aveva dato vita a scontri e a tensioni con la comunità d'origine europea. Alle elezioni ottenne però un notevole risultato anche il partito aborigeno Australia Unita favorito dalla dura reazione alla politica nazionalista di Howard.
E nel contesto degli anni novanta bisogna ricordare uno dei più tristi e sanguinosi episodi avvenuti in Australia: il Massacro di Port Arthur, del 28-29 aprile 1996.

## Gli anni 2010

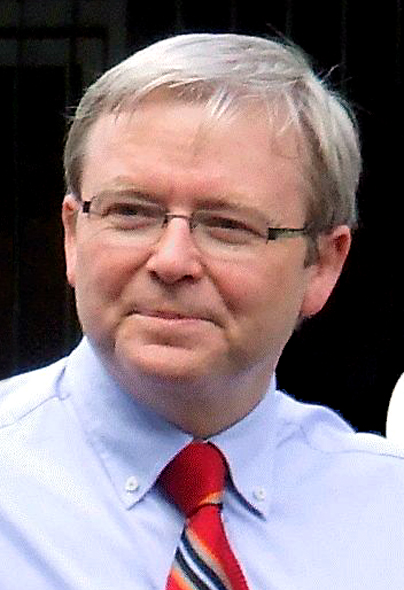
Kevin Rudd

Nel 2000 la città di Sydney ospitò i Giochi della XXVII Olimpiade, segnati da un grande successo sportivo e di pubblico. La conseguente crescita economica fu bloccata tuttavia dalle tensioni sociali che caratterizzarono l'inizio del XXI secolo. Le tensioni furono dovute al tentativo da parte dei sindacati di limitare un nuovo progetto di riforme d'impronta neo-liberista che volevano creare una sanità e un sistema sociale vicina al modello statunitense.
Howard fu un fedele e determinato alleato degli USA, appoggiando il progetto di lotta al terrorismo del presidente Bush e inviando truppe australiane sia in Afghanistan sia in Iraq, nonostante il diffuso dissenso dell'opinione pubblica. Nell'ottobre 2004, Howard riuscì nuovamente a vincere le elezioni, grazie principalmente alle divisioni dell'opposizione che non riuscì ad arrivare ad un accordo fra il Partito Laburista, i Verdi e la formazione pro-aborigeni Australia Unita. Howard recuperò buona parte del suo elettorato, giocando sulla lotta alla crescente immigrazione clandestina e sul pericolo del terrorismo che in un attentato a Bali nel 2002 aveva provocato la morte di 88 turisti australiani.
Nella nuova legislatura il governo di Howard fece approvare una contrastata legge sull'immigrazione. Nel 2005 una nave contenente profughi afghani fu respinta alla frontiera, provocando le dure proteste dell'ONU. Howard accettò di ridiscutere un piano di riforma del diritto d'asilo. Le gravi difficoltà incontrate dalla coalizione alleata in Iraq, la sempre più crescente influenza cinese in territori un tempo vicini all'Australia e la stagnazione economica vissuta dal Paese fra il 2005 e il 2006 con un duro crollo dei consumi favorirono il crescente declino della politica di Howard. Sconfitto pesantemente alle elezioni territoriali del 2006 quando tutti gli Stati, ad eccezione del Territorio del Nord, elessero governatori laburisti, Howard venne battuto anche alle successive elezioni politiche del 2007 dove prevalse Kevin Rudd, uno dei più tenaci oppositori della sua politica. Howard venne superato persino nel collegio dove si era presentato, non riuscendo quindi neanche ad entrare al Parlamento.
Rudd, che da leader dell'opposizione, aveva favorito la confluenza di “Australia Unita” nel Partito Laburista, come capo del governo chiese ufficialmente scusa agli aborigeni per i soprusi di cui erano stati vittime in passato e si fece promotore di una riforma della Costituzione che riconosce e tutela la popolazione indigena. Contemporaneamente Rudd ha mitigato il rapporto con gli Stati Uniti, ritirando i soldati australiani dall'Iraq e stringendo nuove relazioni con Pechino e Tokyo. In forte segno di discontinuità con il precedente governo, Rudd ha inoltre avviato una politica internazionale tesa alla protezione delle balene nell'Oceano Pacifico nonché lungo le coste antartiche e ha fatto ammettere il paese nel Protocollo di Kyoto.
Il governo Rudd ha avviato importanti riforme in materia di istruzione, ambiente, diritti umani. In politica estera si è distaccato dagli USA, puntando alla creazione di un'area d'influenza australiana in Oceania e nel Sud-Est asiatico e avviando rapporti economici più stretti con il Giappone e la Cina. Molto criticata, invece, è stata la sua politica economica: l'inflazione e la disoccupazione sono aumentate, i salari sono scesi. Una riforma delle pensioni è stata aspramente criticata: secondo alcuni opinionisti sarebbe proprio l'economia la causa del calo registrato dai laburisti alle elezioni locali del settembre 2008, dove il partito al governo ha perso in tre Stati (Australia Occidentale, Nuovo Galles del Sud e Territorio del Nord), due dei quali avevano avuto amministrazioni laburiste. Rudd è stato costretto alle dimissioni e sostituito dalla "moderna" Julia Gillard, prima donna a guidare un esecutivo in Australia. Gillard è stata quindi anche la candidata della sinistra alle elezioni del 21 agosto 2010 contrapposta al conservatore Tony Abbott, in elezioni dall'esito incertissimo che hanno visto alla fine, per la prima volta nella storia, nessuno dei due partiti in grado di raggiungere la maggioranza in Parlamento. In seguito ad un accordo con il partito dei Verdi e alcuni deputati indipendenti, Gillard ha costituito un nuovo governo, mantenendo la carica di capo del governo.